# Chavornay, Ain
Chavornay är en kommun i departementet Ain i regionen Auvergne-Rhône-Alpes i östra Frankrike. Kommunen ligger  i kantonen Champagne-en-Valromey som ligger i arrondissementet Belley. Kommunens areal är 7,77 km². År 2018 hade Chavornay 226 invånare.

## Befolkningsutveckling
Antalet invånare i kommunen Chavornay
Referens: INSEE